# Huérmeces (kommunhuvudort)
Huérmeces är en kommunhuvudort i Spanien.   Den ligger i provinsen Provincia de Burgos och regionen Kastilien och Leon, i den norra delen av landet, 230 km norr om huvudstaden Madrid. Huérmeces ligger 890 meter över havet och antalet invånare är 127.
Terrängen runt Huérmeces är huvudsakligen platt, men den allra närmaste omgivningen är kuperad. Huérmeces ligger nere i en dal. Runt Huérmeces är det glesbefolkat, med 12 invånare per kvadratkilometer. Närmaste större samhälle är Villadiego, 19,6 km väster om Huérmeces. Trakten runt Huérmeces består till största delen av jordbruksmark.